# Zagrożenie stereotypem

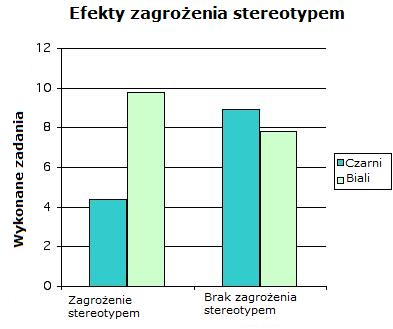
Wyniki oryginalnego badania Steele i Aronsona z 1995 r., demonstrujące efekt zagrożenia stereotypem

Zagrożenie stereotypem – zjawisko psychologiczne polegające na obniżeniu sprawności w różnego rodzaju zadaniach u osób objętych negatywnym stereotypem, szczególnie w sytuacjach w których są tego stereotypu aktywnie świadome. Efekt ten został wielokrotnie wykazany eksperymentalnie w rozmaitych kontekstach, np. wśród kobiet i mężczyzn, mniejszości etnicznych, klas socjoekonomicznych i w różnych grupach wiekowych. Może być wywoływany przez nieświadome prymowanie stereotypu. Można mu przeciwdziałać przez uświadamianie występowania tego zjawiska oraz autoafirmacje. Wskazuje się także na możliwość korzystnego działania tego efektu w przypadku pozytywnych stereotypów.
Na zjawisko zagrożenia stereotypem zwróciła pierwszy raz uwagę publikacja Steele i Aronsona z 1995 r. Autorzy ci przeprowadzili eksperyment, w którym Afroamerykanom i białym Amerykanom dano do rozwiązania testy językowe używane przy rekrutacji na studia. W zależności od grupy eksperymentalnej, uczestnikom badania mówiono, że ich wynik będzie świadczyć o ich zdolnościach, lub przedstawiano test łagodnie, jako laboratoryjne, niediagnostyczne zadanie. Eksperyment wykazał, że w zależności od eksperymentalnego wywołania efektu zagrożenia, sprawność uczestników badania z różnych grup różniła się znacząco w zgodzie ze stereotypem (różna od wyników testów SAT) lub była na poziomie zgodnym z ich oryginalnymi wynikami testów SAT (wciąż różna dla białych i osób czarnoskórych).

## Wyniki badań

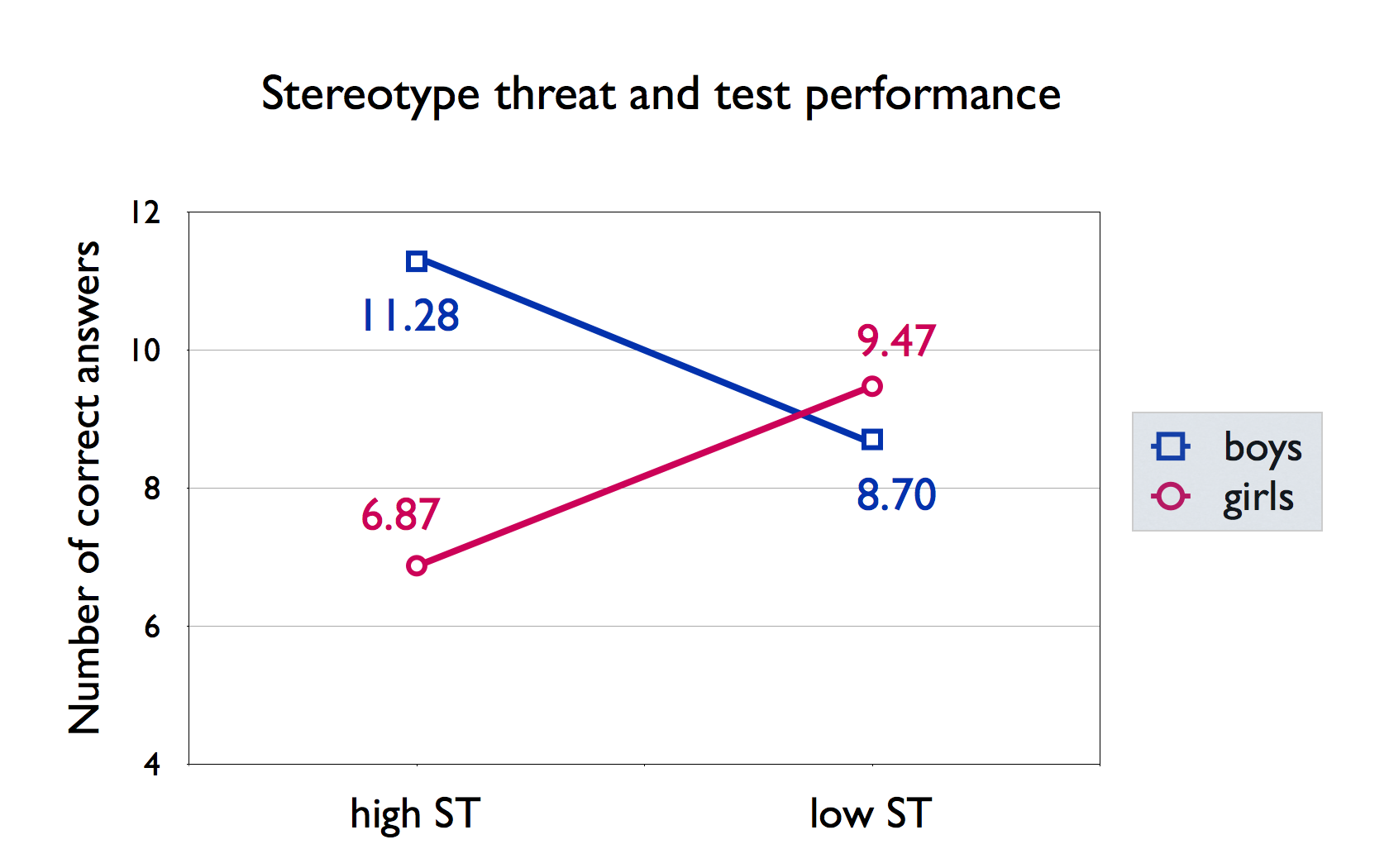
Efekt zagrożenia stereotypem w eksperymencie dotyczącym sprawności kobiet w teście matematycznym

### Mechanizm
Wstępne wyniki sugerują, że efekt zagrożenia stereotypem może zachodzić w praktyce między innymi poprzez wywoływanie reakcji stresowej oraz obniżenie sprawności pamięci roboczej. Nie wyjaśniono jednak w pełni mechanizmu zjawiska.

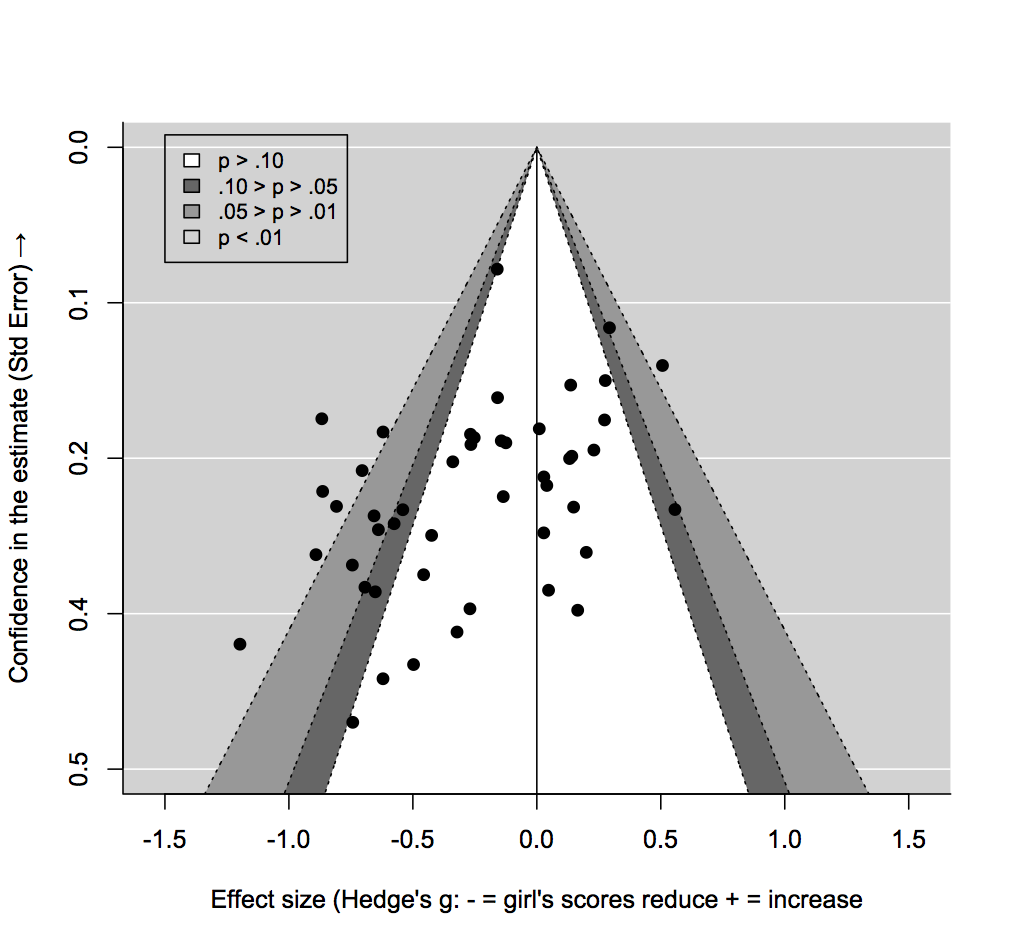
Wyniki testu funnel plot wskazujące na obecność pewnej tendencyjności publikacji badających zagrożenie stereotypami płciowymi u nastolatek

### Mniejszości etniczne
Poza Afroamerykanami, zagrożenie stereotypem zaobserwowano eksperymentalnie np. u Latynosek, w przypadku których płeć i pochodzenie wiązały się z osobnym wkładem efektu. Metaanaliza 19 badań (11 z USA, 8 z Europy) potwierdziła występowanie tego zjawiska w grupach imigrantów oraz wskazała na istotny wpływ czynników moderujących, takich jak kontekst kulturowy i wiek uczestników badania. Nie stwierdzono przesłanek statystycznych dla podejrzeń, że badania były dotknięte tendencyjnością publikacji.
Pozytywny efekt zagrożenia stereotypem wywołano na przykład wśród Amerykanek pochodzenia azjatyckiego, przy czym zwracanie ich uwagi na płeć powodowało obniżenie ich wyników, a kierowanie uwagi na pochodzenie skutkowało podwyższeniem wyników w teście matematycznym w porównaniu do grupy kontrolnej.

### Płeć
Eksperymenty sugerują, że zagrożenie stereotypem może występować w wielu różnych kontekstach. Zależnie od tego efektu, kobiety radzą sobie tak samo dobrze, lub gorzej niż mężczyźni, na przykład w zadaniach przestrzennych, matematycznych, czy w symulacji jazdy samochodem. Kobiety nieświadome, z kim grają w szachy, wygrywają częściej, niż poinformowane że grają przeciwko mężczyźnie.
W eksperymencie badającym wpływ zagrożenia stereotypem na zdolności negocjacyjne, wywołano ten efekt zarówno u mężczyzn, jak i u kobiet, w zależności od tego jakie cechy opisano pozytywnie w instrukcji badawczej. Podobnie, mężczyźni gorzej radzili sobie z rozpoznawaniem sygnałów niewerbalnych, jeśli usłyszeli że zadanie sprawdza wrażliwość i dobrze rozwiązują je kobiety, niż gdy usłyszeli że zadanie testuje zdolności przetwarzania informacji.
Metaanaliza badań z 2008 r. wykazała, że dostępne wyniki eksperymentalne potwierdzają istnienie zjawiska zagrożenia stereotypem wśród kobiet i mniejszości. Metaanaliza z 2013 r. obejmująca tylko eksperymenty dotyczące stereotypów płciowych u nastolatek wykryła obecność tendencyjności publikacyjnej w tym obszarze, po korekcie której wielkość efektu przestała się istotnie statystycznie różnić od zera. Autorzy sugerują przeprowadzenie lepiej zaprojektowanych replikacji badań tego zjawiska.

### Inne grupy
Metaanaliza badań wskazuje, że efekt zagrożenia stereotypem występuje także u osób starszych w testach funkcji poznawczych i wydolności fizycznej. Zjawisko to wykryto eksperymentalnie także wśród osób o niskim statusie socjoekonomicznym oraz niskiej samoocenie intelektualnej. W niewielkim badaniu wywołano ten efekt również wśród okazjonalnych użytkowników narkotyku Ecstasy, którzy pod wpływem informacji o szkodliwości tej substancji rozwiązywali test poznawczy gorzej, a bez takiej informacji rozwiązywali test lepiej od grup kontrolnych.

### Przeciwdziałanie
Efekt zagrożenia stereotypem może być częściowo lub w całości niwelowany przy pomocy takich interwencji, jak uświadamianie istnienia tego zjawiska, zachęcanie uczestników badania do postrzegania siebie w sposób wielowymiarowy i pozytywny, do indywiduacji i autoafirmacji.